# Respóndeme tú
«Respóndeme tú» es el segundo sencillo promocional del primer álbum en vivo de la cantante mexicana Yuridia, Primera fila. El tema fue compuesto por José Luis Roma (integrante de Río Roma), e interpretada a dueto con el reconocido cantautor mexicano Pepe Aguilar.

## Información
El tema fue anunciado oficialmente el 1 de marzo de 2018 por la disquera de la cantante Sony Music México, en su cuenta oficial de Facebook. Al igual que la cantante lo confirmó en sus cuentas oficiales.
Durante la grabación, el cantante Pepe Aguilar se mostró nervioso y pidió disculpas al tener que repetir hasta en cuatro ocasiones la canción para que quedara impecable la grabación: “Vamos de nuevo, este no fue el Pepe Aguilar”, bromeaba el cantante sobre sí mismo.
Sin embargo el cantante de gran trayectoria, agradeció que le invitaran para realizar este dueto con Yuridia, asegurando que era algo que deseaba hacer desde hace tiempo. Además prometió producirle un disco a la sonorense: “Me comprometo ante ustedes a que un día yo voy a producirle a Yuridia un disco de música ranchera”.
Al igual que Amigos no por favor (el primer sencillo del mismo disco), Respóndeme tú, ha sido escrita por José Luis Roma. Mismo autor de los tres sencillo del anterior disco 6.

## Video
Respóndeme tú, al igual que todos los 17 temas que forman parte de Primera fila, tiene su videoclip 'en vivo'. Siendo esta interpretación de las más vistas de este disco, después de Amigos no por favor y Te equivocaste con Malú, con 11 millones de visualizaciones al momento que fue designada como sencillo promocional.

## Posición en listas
| Listas (2018)                         | Posición alcanzada |
| ------------------------------------- | ------------------ |
| Billboard Latin Pop Airplay           | 38                 |
| Billboard Mexico Airplay              | 38                 |
| Billboard Meixico Pop Español Airplay | 11                 |
| Monitor Latino Pop                    | 13                 |

## Certificaciones
| País   | Organismo certificador | Certificación | Ref.  |
| ------ | ---------------------- | ------------- | ----- |
| México | AMPROFON               | Oro           | [ 8 ] |

## Lanzamiento
| País           | Fecha                   | Formato          |
| -------------- | ----------------------- | ---------------- |
| México         | 24 de noviembre de 2017 | Descarga digital |
| Estados Unidos | 24 de noviembre de 2017 | Descarga digital |